# Ablaberoides loangwanus
Ablaberoides loangwanus är en skalbaggsart som beskrevs av Moser 1918. Ablaberoides loangwanus ingår i släktet Ablaberoides och familjen Melolonthidae. Inga underarter finns listade i Catalogue of Life.